# Mao cước dương
Mao cước dương (danh pháp: Capillipedium duongii) là một loài thực vật có hoa trong họ Hòa thảo. Loài này được T.Q.Nguyen mô tả khoa học đầu tiên năm 1969 publ. 1970.